# Sint-Antoniuskerk (Kortrijk)

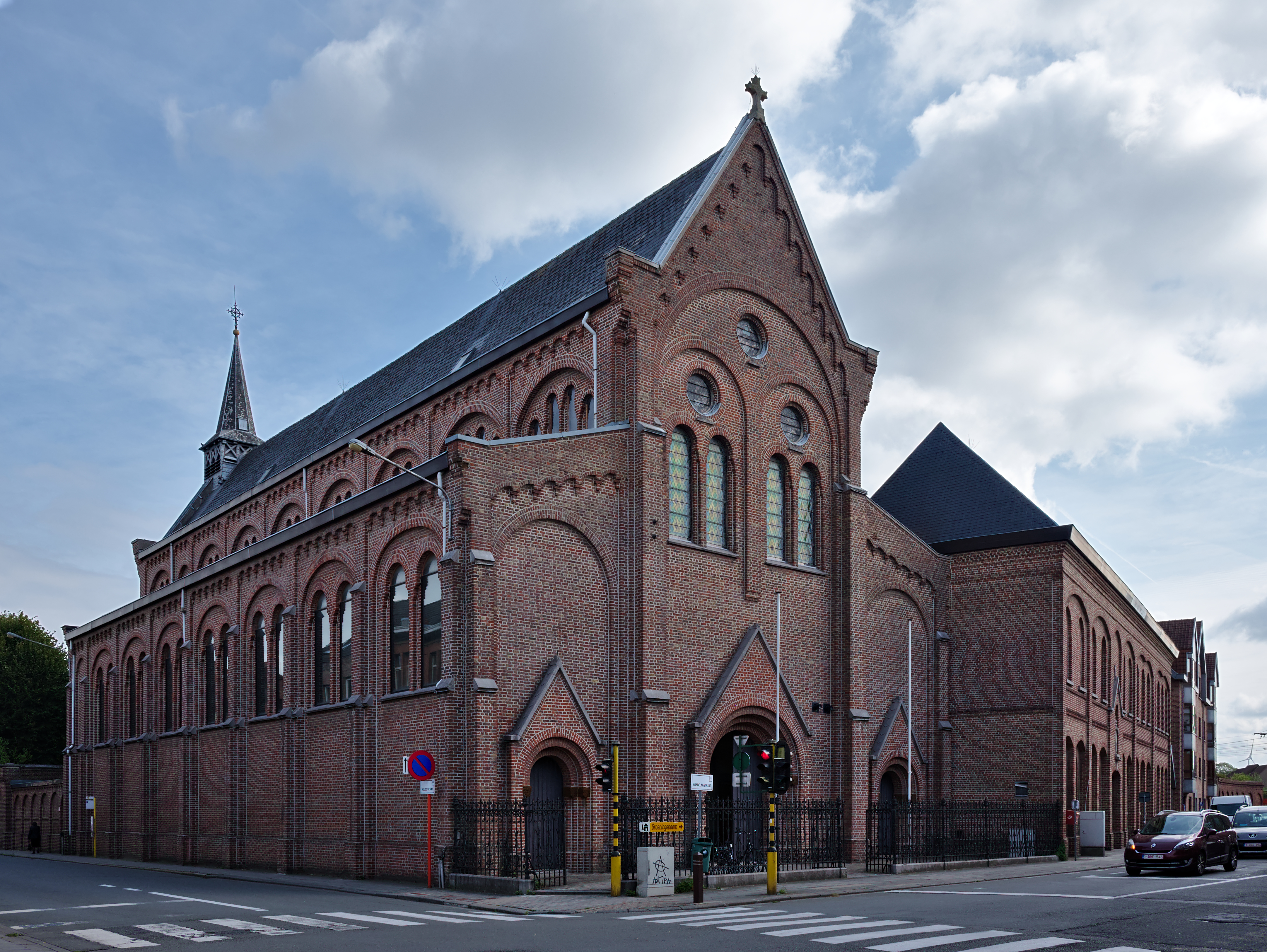
Hoofdingang van de Sint-Antoniuskerk

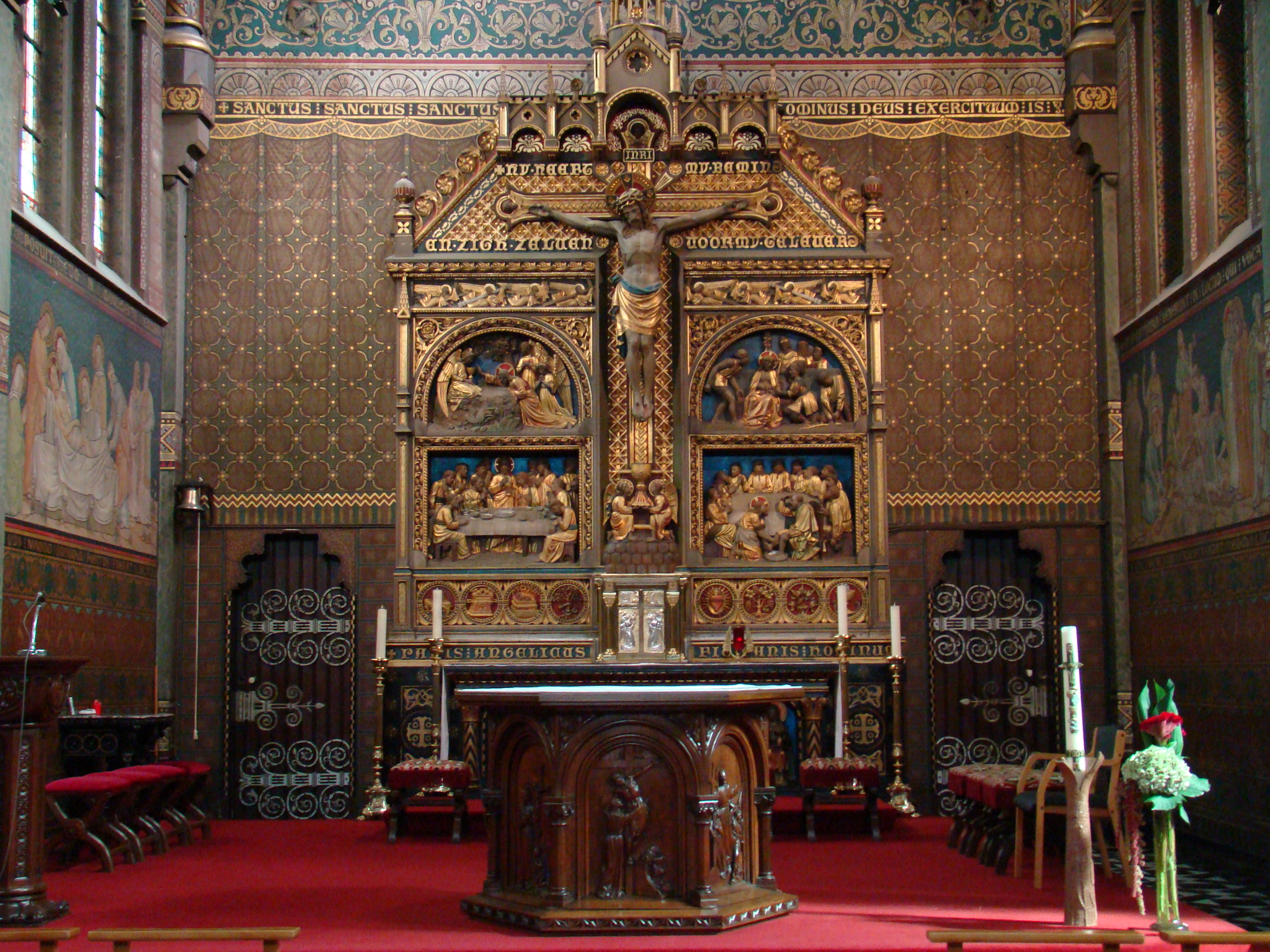
Taferelen van het hoofdkoor

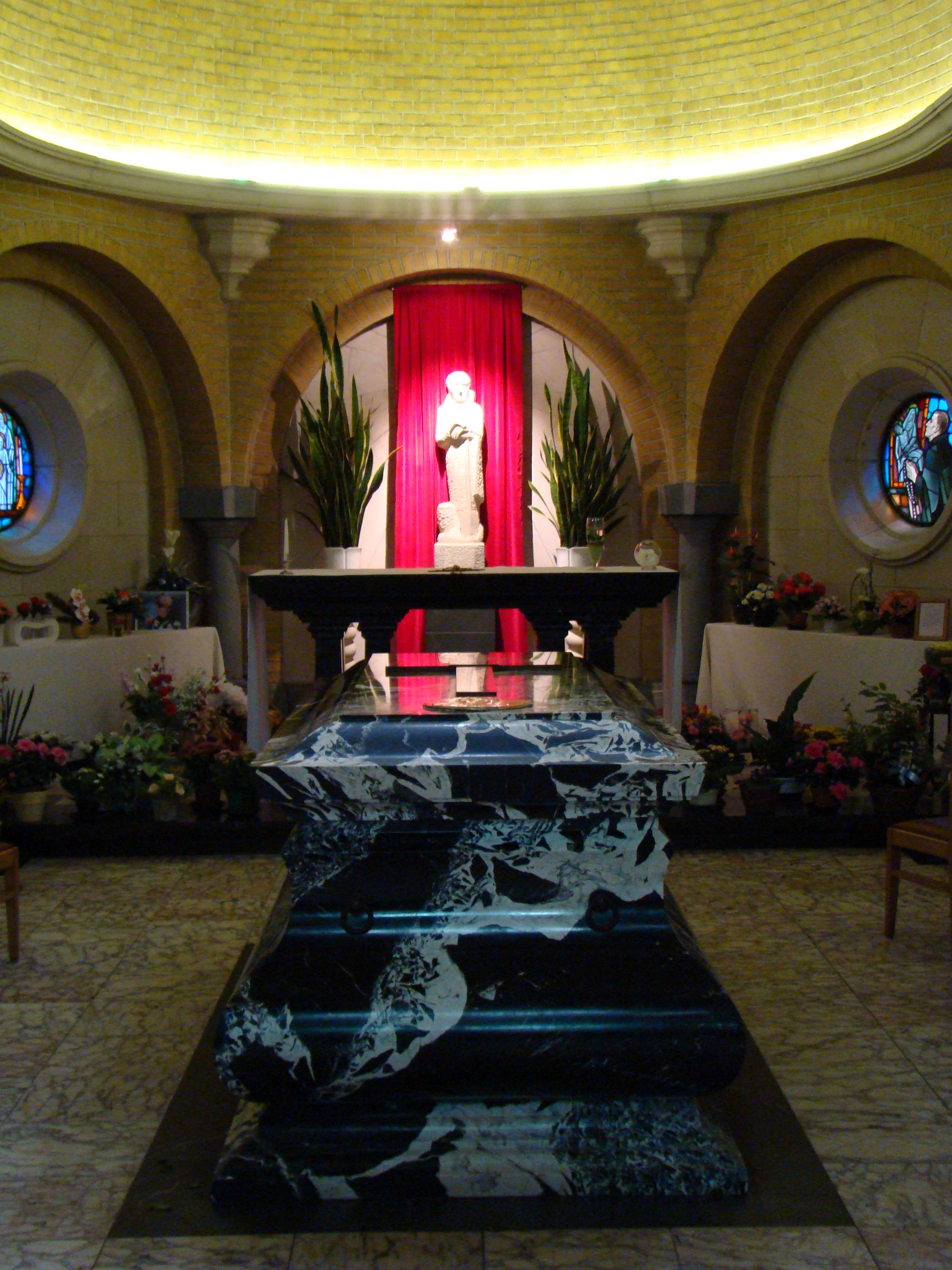
Grafkapel van Broeder Isidoor

De Sint-Antoniuskerk is een kerk in de Belgische stad Kortrijk. Ze staat in de Veemarktbuurt en is toegewijd aan Antonius van Padua. De kerk is een beschermd monument.

## Geschiedenis
Het eerste klooster van de Passionisten dat buiten Italië werd gesticht bevond zich in Ere bij Doornik op 29 juni 1840, als voorpost voor een missionaire werking in Engeland. Enkele tientallen jaren werd een nieuw klooster en bijhorende kerk gesticht te Kortrijk waar enkele percelen om de hoek van de Veldstraat en de Wandelweg konden aangekocht worden.
Op 8 juni 1873 werd de eerste steen van het klooster van Kortrijk gewijd en gelegd door Mgr. Faict, bisschop van Brugge. Klooster en kerk werden toegewijd aan Sint-Antonius. De bouw van klooster en kerk werd voltooid in één jaar.
De kerk werd in neoromaanse stijl gebouwd naar een ontwerp van architect François Hennebique. De patroonheilige van de kerk is Sint Antonius van Padua. Zijn feestdag wordt elk jaar plechtig gevierd op 13 juni.
In 1995 werd een nieuwbouw toegevoegd aan het bestaande klooster.

## Kunstschatten
- De kerk is binnenin beschilderd in neogotische stijl, met decoratieve motieven die aangebracht werden met sjablonen. Dit werk werd uitgevoerd door Willem Deumens uit Venlo in de jaren 1894 - 1895.

- Aanbidding van het Lam boven het hoofdaltaar

Dit tafereel, evenals de andere taferelen op de zijkanten van het hoogkoor, is geschilderd op doek en dan op de muur geplakt. Deze taferelen stellen de zeven smarten van Maria voor, drie aan elke kant, met onder het altaar de kruisafneming in halfverheven beeldhouwwerk.
- Het hoogaltaar met het retabel is gebeeldhouwd in witte Franse steen en gepolychromeerd. Het werd ontworpen door Charles Delbaere in 1882 - 1885. Ook de beeldengroepen van O.L.V. van Smarten en de Piëta zijn van deze kunstenaar.

- De brandglasramen in neogotische stijl, geplaatst in 1924, werden vervaardigd door het atelier Osterrath uit Tilft, nabij Luik. De tekeningen en kleuren sluiten goed aan bij het interieur van de kerk.

## Grafkapel vanBroeder Isidoor
Ter ere van de passionist Broeder Isidoor besloot men begin jaren 1950 een grafkapel te bouwen in de nabijheid van de Sint-Antoniuskerk. De kapel werd ontworpen door de Kortrijkse architect Emiel Haesbrouck en in 1952 aangebouwd aan de Sint-Antoniuskerk. In dat jaar werd het stoffelijk overschot van Broeder Isidoor van het Sint-Janskerkhof in het noorden van Kortrijk naar deze kapel overgebracht. Tijdens deze plechtige overbrenging waren er meer dan 100 000 bezoekers aanwezig te Kortrijk. In de grafkapel werd het stoffelijk overschot in een monumentale graftombe geplaatst. Deze graftombe werd gekapt in marmer uit het Franse Centraal Massief'.
De brandramen in de grafkapel werden ontworpen door Michel De Loore uit Gent en stellen enkele facetten voor uit het leven van Broeder Isidoor: meester in de zondagsschool, de boer en zijn os, godsvrucht tot O.L. Vrouw en Sint-Jozef, kloosterprofessie en dood.

## Lourdesgrot
Achter de kerk bevindt zich een jubelgrot die werd ingehuldigd op 11 februari 1908. In de muren van de grot zijn ommegangskapelletjes aangebracht van de zeven smarten van Maria.
De grafsteen van de zalige verklaarde Broeder Isidoor werd eveneens in deze ruimte geplaatst. Deze grafsteen stond oorspronkelijk op het Sint-Janskerkhof, geplaatst op het graf van Br. Isidoor na de eerste opgraving van zijn stoffelijk overschot tot aan de overbrenging in 1952 naar de grafkapel in de Sint-Antoniuskerk.